# Jean-Marie Benoît
Jean-Marie Benoît (* 23. Dezember 1954 in Drummondville/Québec; † 5. August 2009) war ein kanadischer Gitarrist und Filmkomponist.

## Leben
Benoît hatte 1985 einen Auftritt als Gitarrespieler in dem Film Night Magic von Lewis Furey und Leonard Cohen. Er komponierte Musik zu mehreren Spielfilmen, Fernsehfilmen und -serien. Bekannt wurde seine Musik zu Jean-François Pouliots erfolgreicher Filmkomödie Die große Verführung (La grande séduction). In seiner Laufbahn arbeitete er mit Musikern wie Robert Charlebois, Ginette Reno, Diane Dufresne, Céline Dion und Garou zusammen und war an Aufführungen der Rockoper Starmania und Programmen des Cirque du Soleil beteiligt. Weiterhin war er über mehrere Jahre Dirigent bei verschiedenen Fernsehshows. Benoît starb 2009 an den Folgen eines Herzinfarkts. Die Musikerin Cécile Benoît war seine Schwester.

## Filmographie als Komponist
- 1989: Jesús de Móntreal (Jesus von Montreal; Regie: Denys Arcand)
- 1990: Ding et Dong le film (Regie: Alain Chartrand)
- 1990: Un autre homme (Regie: Charles Binamé)
- 1994: Louis 19, le roi des ondes (Regie: Michel Poulette)
- 1997: La conciergerie (Regie: Michel Poulette)
- 2002: Agent of Influence, Fernsehfilm (Regie: Michel Poulette)
- 2003: La grande séduction (Die große Verführung; Regie: Jean-François Pouliot)
- 2006: Histoire de famille (Regie: Michel Poulette)
- 2008: Cruising Bar 2 (Regie: Michel Côté, Robert Ménard)